# Майр, Иоганн Ульрих
Иоганн Ульрих Майр (нем. Johann Ulrich Mayr; 1630, Аугсбург — 6 ноября 1704, Аугсбург) — немецкий живописец и гравёр. Портретист.

## Биография
Иоганн Ульрих Майр родился в октябре 1630 года в Аугсбурге, Бавария. Его мать, Сусанна Майр, и его дед по материнской линии, Иоганн Георг Фишер, были художниками. Отец — богатый местный торговец.
В 1648 году Иоганн Ульрих начал активно заниматься живописью; в Амстердаме он ненадолго стал учеником Рембрандта. В следующем году переехал в Антверпен, где поступил в мастерскую Якоба Йорданса.
В 1657—1659 годах он работал художником при дворе курфюрста в Мюнхене. В 1659 или в 1660 году он был вызван в Вену, где написал портрет Леопольда Вильгельма, за что получил щедрое вознаграждение и был награждён медалью с золотой цепью. Затем он отправился в Англию, а после этого в Италию и вернулся, чтобы около 1661 года навсегда поселиться в Аугсбурге. В 1662 году он женился. В 1684 году стал директором аугсбургской Академии искусств. Он умер в ноябре 1704 года и был похоронен 6-го числа.
Иоганн Ульрих Майр в основном писал портреты (преимущественно в исторических костюмах), картины на религиозные и бытовые сюжеты; создал несколько офортов. Его самые ранние работы датируются 1650-ми годами, в частности, автопортрет, и в них заметно влияние Рембрандта.

## Галерея
- Портрет Иоахима фон Зандрарта. 1675. Офорт
- Апостол Филипп. 1653. Холст, масло. Музей истории искусств, Вена
- Автопортрет. 1650. Холст, масло. Германский национальный музей, Нюрнберг
- Портрет эрцгерцога Леопольда Вильгельма. Ок. 1660. Холст, масло. Музей истории искусств, Вена
- Женщина с корзиной фруктов. Между 1667 и 1670. Холст, масло. Штеделевский художественный институт, Франкфурт-на-Майне